# 平方因子をもたない整数
数学において、無平方数（むへいほうすう、英: square-free integer）または平方因子を持たない整数 (integer without square factors) とは、平方因子を持たない数、すなわち 1 より大きい完全平方で割り切れないような整数（通例として正の整数）をいう。与えられた整数が無平方数であるとき、その整数は無平方 (square-free, quadratfrei) であるともいう。例えば、10 は無平方だが、18 は 9 = 32 で割り切れるので無平方数でない。無平方な正整数は小さい順に
1, 2, 3, 5, 6, 7, 10, 11, 13, 14, 15, 17, 19, 21, 22, 23, 26, 29, 30, 31, 33, 34, 35, 37, 38, 39, …（オンライン整数列大辞典の数列 A005117）

## 性質
任意の正整数 n は、互いに素である多冪数 a と無平方数 b の積で一意的に表すことができる。実際
{\displaystyle n=\prod _{i}p_{i}^{e_{i}}}
と素因数分解したとき、b は {\displaystyle e_{i}=1} となるような素数 {\displaystyle p_{i}} すべての積である。
任意の正整数 n は、また正整数 m と無平方数 k によって
{\displaystyle n=m^{2}k}
の形に一意的に表せる。実際上記の素因数分解に対して、{\displaystyle e_{i}=2f_{i}+r_{i}(r_{i}=0,1)} とおくと
{\displaystyle m=\prod _{i}p_{i}^{f_{i}},k=\prod _{i}p_{i}^{r_{i}}}
である。つまり k は {\displaystyle e_{i}} が奇数となるような素数 {\displaystyle p_{i}} すべての積（下記の{\displaystyle \mathrm {core} _{2}}）である。

## 同値な特徴づけ
正整数 n が無平方であることと、n の素因数分解においてどの素数も 1 回よりも多く現れることがないことは同値である。別の言い方をすれば、n の各素因数 p に対して、素数 p は  n / p を割らない。また別の言い方をすれば、n が無平方であることと、すべての分解 n = ab に対して因数 a と b が互いに素であることは同値である。この定義から直ちに、任意の素数は無平方である。
正整数 n が無平方であることと、μ(n) ≠ 0 は同値である。ただし μ はメビウス関数を表す。
正整数 n が無平方であることと、 n を正整数 m と無平方数 k によって
{\displaystyle n=m^{2}k}
の形に表したとき {\displaystyle m=1} となることは同値である。このこととメビウス関数の性質から、正整数 n が無平方であることと
{\displaystyle \sum _{d^{2}\mid n}\mu (d)=1\cdots (*)}
は同値である。この和は {\displaystyle \sum _{d\mid m}\mu (d)} に一致するからである。
正整数 n が無平方であることと、位数 n のすべてのアーベル群が同型であることは同値であり、それらがすべて巡回群であることとも同値である。このことは有限生成アーベル群の分類から従う。
正整数 n が無平方であることと、剰余環 Z/nZ （合同算術を参照）が体の積であることは同値である。このことは中国の剰余定理と Z/kZ の形の環が体であることと k が素数であることが同値であることから従う。
すべての正整数 n に対して、n のすべての正の約数からなる集合は、整除性で順序を入れることによって半順序集合になる。この半順序集合はつねに分配束である。それがブール代数であることと n が無平方であることは同値である。
整数の根基は常に無平方である。整数が自身の根基に等しければ無平方である。

## ディリクレ母関数
無平方数のディリクレ母関数は
{\displaystyle {\frac {\zeta (s)}{\zeta (2s)}}=\sum _{n=1}^{\infty }{\frac {|\mu (n)|}{n^{s}}}}
（ここで ζ(s) はリーマンゼータ関数）で与えられる。このことはオイラー積
{\displaystyle {\frac {\zeta (s)}{\zeta (2s)}}=\prod _{p}{\frac {(1-p^{-2s})}{(1-p^{-s})}}=\prod _{p}(1+p^{-s})}
から容易に確かめられる。

## 分布
Q(x) を x を超えない無平方数の個数とする。大きい n に対して、n より小さい正の整数の 3/4 は 4 で割り切れない、8/9 は 9 で割り切れない、など。これらの事象は独立であるから、次の近似を得る。
{\displaystyle Q(x)\approx x\prod _{p\ {\text{prime}}}\left(1-{\frac {1}{p^{2}}}\right)=x\prod _{p\ {\text{prime}}}{\frac {1}{(1-{\frac {1}{p^{2}}})^{-1}}}}
{\displaystyle Q(x)\approx x\prod _{p\ {\text{prime}}}{\frac {1}{1+{\frac {1}{p^{2}}}+{\frac {1}{p^{4}}}+\cdots }}={\frac {x}{\sum _{k=1}^{\infty }{\frac {1}{k^{2}}}}}={\frac {x}{\zeta (2)}}}
この議論は厳密に行うことができる。非常に初等的な評価によって
{\displaystyle Q(x)={\frac {x}{\zeta (2)}}+O\left({\sqrt {x}}\right)={\frac {6x}{\pi ^{2}}}+O\left({\sqrt {x}}\right)}
（円周率とランダウの記号を参照）が得られる。というのは上記の特徴づけ (*) から
{\displaystyle Q(x)=\sum _{n\leq x}\sum _{d^{2}\mid n}\mu (d)=\sum _{d}\mu (d)\sum _{n\leq x,d^{2}\mid n}1=\sum _{d}\mu (d)\left\lfloor {\frac {x}{d^{2}}}\right\rfloor }
となるが、最後に現れる和の中の項は {\displaystyle d>{\sqrt {x}}} のとき 0 になるから
{\displaystyle Q(x)=\sum _{d\leq {\sqrt {x}}}\mu (d)\left\lfloor {\frac {x}{d^{2}}}\right\rfloor =\sum _{d\leq {\sqrt {x}}}{\frac {x\mu (d)}{d^{2}}}+O(\sum _{d\leq {\sqrt {x}}}1)=x\sum _{d\leq {\sqrt {x}}}{\frac {\mu (d)}{d^{2}}}+O({\sqrt {x}})=x\sum _{d}{\frac {\mu (d)}{d^{2}}}+O\left(x\sum _{d>{\sqrt {x}}}{\frac {1}{d^{2}}}+{\sqrt {x}}\right)={\frac {x}{\zeta (2)}}+O({\sqrt {x}}).}
となるからである。
Ivan Matveyevich Vinogradov、M.N. Korobov、Hans-Egon Richert によるリーマンゼータ関数の最大の知られている零点のない領域を利用することによって、誤差項の最大サイズは Arnold Walfiszによって減らされていて、ある正の定数 c に対して
{\displaystyle Q(x)={\frac {6x}{\pi ^{2}}}+O\left(x^{1/2}\exp \left(-c{\frac {(\log x)^{3/5}}{(\log \log x)^{1/5}}}\right)\right).}
である。リーマン予想を仮定すれば誤差項はさらに減らせて、
{\displaystyle Q(x)={\frac {x}{\zeta (2)}}+O\left(x^{17/54\,+\,\varepsilon }\right)={\frac {6x}{\pi ^{2}}}+O\left(x^{17/54\,+\,\varepsilon }\right).}
n 以下の無平方数の個数と round(n/ζ(2)) のレースを A158819 で参照。
したがって無平方数の漸近密度あるいは自然密度は
{\displaystyle \lim _{x\to \infty }{\frac {Q(x)}{x}}={\frac {6}{\pi ^{2}}}={\frac {1}{\zeta (2)}}}
ただし ζ はリーマンゼータ関数であり 1/ζ(2) は約 0.6079 である（整数の 3/5 以上は無平方である）。
同様に、Q(x,n) で 1 から x までの n-free な整数（例えば 3-free な整数とは無立方 (cube-free) な整数のこと）の個数を表せば、以下を示すことができる。
{\displaystyle Q(x,n)={\frac {x}{\sum _{k=1}^{\infty }{\frac {1}{k^{n}}}}}+O\left({\sqrt[{n}]{x}}\right)={\frac {x}{\zeta (n)}}+O\left({\sqrt[{n}]{x}}\right).}
4 の倍数は平方因子 4 = 22 をもつから、4 つ連続する整数がすべて無平方であることはありえない。一方、 4n +1, 4n +2, 4n +3 が 3 つとも無平方となる n は無数に存在する。というのは十分大きな n に対して4n +1, 4n +2, 4n +3 の少なくとも 1 つが平方因子をもつなら、4 の倍数と合わせて、平方因子をもつ整数は整数全体の少なくともほぼ半数を占めることになり、
{\displaystyle Q(x)\leq {\frac {x}{2}}+C} （ C は定数）
となるが、これは上記の漸近密度と矛盾するからである。
また、平方因子をもつ、任意の長さの連続した整数が存在する。というのは {\displaystyle p_{1},p_{2},\ldots ,p_{l}} を相異なる素数とし n を連立合同式
{\displaystyle n\equiv -i{\pmod {p_{i}^{2}}}(i=1,2,\ldots ,l)}
の解とすると {\displaystyle n+i(i=1,2,\ldots ,l)} はそれぞれ pi 2 で割り切れるからである。しかし、
{\displaystyle Q(x)={\frac {x}{\zeta (2)}}+O\left({\sqrt {x}}\right)={\frac {6x}{\pi ^{2}}}+O\left({\sqrt {x}}\right)}
よりある定数 c に対して x と {\displaystyle x+c{\sqrt {x}}} の間には必ず無平方数が存在することが分かる。さらに、初等的な議論によりある定数 c に対して x と {\displaystyle x+cx^{1/5}\log x} の間には必ず無平方数が存在することが知られている。一方、ABC予想を仮定すれば任意の ε > 0 に対し、十分大きな x と {\displaystyle x+x^{\epsilon }} の間には必ず無平方数が存在する。

## 二進数としてエンコード
無平方数を無限積
{\displaystyle \prod _{n=0}^{\infty }{p_{n+1}}^{a_{n}},a_{n}\in \lbrace 0,1\rbrace ,{\text{ and }}p_{n}{\text{ is the }}n{\text{th prime}}.}
として表現すれば、それらの {\displaystyle a_{n}} をとってそれらを二進数のビットとして使うことができる。すなわち
{\displaystyle \sum _{n=0}^{\infty }{a_{n}}\cdot 2^{n}}
例えば、無平方数 42 は分解 2 × 3 × 7 をもち、無限積として表すと 21 · 31  · 50 · 71 · 110 · 130 · ...。したがって数 42 は二進列 ...001011 あるいは十進で11としてエンコードできる（二進数の桁は無限積の順番から逆になっていることに注意）。
すべての数の素因数分解は一意なので、無平方数のすべての二進エンコーディングも一意である。
逆もまた正しい。すべての正の整数は一意的な二進表現をもつので、このエンコーディングを逆にして一意的な無平方数にデコードすることができる。
再び例えば数 42 で、今回は単に正の整数として、始めれば、その二進表現は 101010 である。これをデコードすると20 · 31 · 50 · 71 · 110 · 131 = 3 × 7 × 13 = 273。
したがって無平方数を順番にエンコードするとすべての整数の集合の置換になる。
OEIS の A019565, A048672, A064273 を参照。

## エルデシュの無平方予想
ポール・エルデシュは、中心二項係数
{\displaystyle {2n \choose n}}
が n > 4 に対して無平方でないと予想した。このことは1985年に András Sárközy によって十分大きいすべての整数に対して証明され、1996年にオリヴィエ・ラマレと Andrew Granville によってすべての整数に対して証明された。

## 無平方核
乗法的関数 {\displaystyle \operatorname {core} _{t}(n)} は、素数の指数を t を法として見ることによって、正整数 n を t-free な数に写すことで定義される。
{\displaystyle \operatorname {core} _{t}(p^{e})=p^{e{\bmod {t}}}.}
とくに、{\displaystyle \operatorname {core} _{2}} の値域の集合は無平方数全体である。それらのディリクレの生成関数は
{\displaystyle \sum _{n\geq 1}{\frac {\operatorname {core} _{t}(n)}{n^{s}}}={\frac {\zeta (ts)\zeta (s-1)}{\zeta (ts-t)}}}
である。OEIS では例えば A007913 (t=2), A050985 (t=3), A053165 (t=4)。

## 注